# Пищальное
Пищальное — село в Половинском районе Курганской области. До преобразования в январе 2022 года муниципального района в муниципальный округ административный центр Пищальского сельсовета.

## География
Расположено у одноимённого озера.

## История
До 1917 года входила в состав Башкирской волости Курганского уезда Тобольской губернии. По данным на 1926 год деревня Пищальная состояла из 196 хозяйств. В административном отношении являлась центром Пищальновского сельсовета Половинского района Курганского округа Уральской области.

## Население
| 1989 | 2002 | 2010 |
| ---- | ---- | ---- |
| 450  | ↘371 | ↘218 |

По данным переписи 1926 года в деревне проживало 817 человек (378 мужчин и 439 женщин), в том числе: русские составляли 99 % населения.